# Abedus indentatus
Abedus indentatus är en insektsart som först beskrevs av Samuel Stehman Haldeman 1854.  Abedus indentatus ingår i släktet Abedus och familjen Belostomatidae. Inga underarter finns listade i Catalogue of Life.